# 지방도 제834호선
지방도 제834호선은 전라남도 순천시 송광면 신평리 송광사삼거리에서 송광사를 잇던 전라남도의 지방도이다.
2003년 3월 27일 전라남도 지방도 노선 개편 때 지방도 제897호선으로 통합되었다.

## 연혁
- 1985년 12월 23일 : 기점을 '승주군 송광면 신평리', 종점을 '승주군 송광면 신평리'로 명시하고 도로개량이 완료된 승주군 송광면 낙수리 ~ 신평리 4.0km 구간 도로예정지 해제[1]
- 1995년 12월 8일 : 기존 지방도 노선을 폐지하고 새로 지정[2]
- 2003년 3월 27일 : 지방도 폐지[3]

## 주요 경유지
- 순천시
  - 송광면 송광사삼거리 - 송광사휴게소 - 송광사